# Энергетика Москвы
Энергетика Москвы — сектор экономики региона, обеспечивающий производство, транспортировку и сбыт электрической и тепловой энергии. По состоянию на начало 2021 года, на территории Москвы эксплуатировалась 41 электростанция общей мощностью 10 865 МВт, в том числе три гидроэлектростанции, 32 тепловые электростанции (в том числе 16 энергоцентров, обеспечивающих энергоснабжение отдельных предприятий), три мусоросжигательных завода с попутной выработкой электроэнергии, две электростанции на биогазе и один пневмоэлектрогенераторный энергоблок. В 2019 году они произвели 52 559 млн кВт·ч электроэнергии. Основное топливо: природный газ.

## История
Начало электрификации Москвы относится к 1883 году, когда для освещения площади перед Храмом Христа Спасителя были установлены 32 электрические лампы. В 1888 году была введена в эксплуатацию первая городская электростанция — Георгиевская, оборудование которой состояло из четырёх паровых машин мощностью по 200 л. с. и шести паровых котлов. Станция вырабатывала постоянный ток напряжением 200 В, радиус энергоснабжения не превышал 1 км. Спрос на электроэнергию постоянно нарастал, а небольшая и не имевшая возможности для расширения Георгиевская станция не могла его удовлетворить. В связи с этим в 1897 году была пущена новая городская электростанция — Раушская (ныне ГЭС-1 им. П. Г. Смидовича). Станция вырабатывала трёхфазный переменный ток, её первая очередь имела мощность 3,3 МВт, впоследствии электростанция многократно расширялась и модернизировалась. Её пуск позволил, после перевода всех абонентов на переменный ток, вывести из эксплуатации Георгиевскую электростанцию. В 1907 году была введена в эксплуатацию вторая электростанция — Трамвайная (позднее известная как ГЭС-2). Изначально она использовалась для энергоснабжения московского трамвая, мощность станции составляла 6 МВт, оборудование (впервые в России) включало в себя три паровые турбины. Эта электростанция эксплуатировалась до 2015 года. В 1915 году Раушская электростанция была соединена линией электропередачи напряжением 70 кВ (первой подобного рода в России) с расположенной в Московской области электростанцией «Электропередача» (ныне ГРЭС-3 им. Р. Э. Классона), чем было положено начало созданию Московской энергосистемы. К 1917 году мощность Раушской электростанции составляла 55 МВт, Трамвайной — 23,1 МВт, обе электростанции работали на нефти.
В 1921 году было сформировано Управление Объединёнными Государственными Электростанциями Московского района (ОГЭС), позднее — трест МОГЭС, в состав которого вошли все относительно крупные электростанции Москвы и области. Семь из них были соединены линиями электропередачи. В 1922 году по первой в России ЛЭП напряжением 110 кВ в Москву стала поступать электроэнергия с Каширской ГРЭС. В 1928 году с прокладки паропровода от экспериментальной ТЭЦ Всесоюзного теплотехнического института мощностью 4 МВт к близлежащим заводам начинаются работы по внедрению в Москве централизованного теплоснабжения. В 1929 году (первоначально для энергоснабжения Трёхгорной мануфактуры) была пущена Краснопресненская ТЭЦ (позднее ТЭЦ-7), проработавшая до 2012 года.
В 1930 году была пущен первый турбоагрегат мощностью 4 МВт ТЭЦ треста «Жиркость» (ныне ТЭЦ-8), первая в СССР ТЭЦ с высоким давлением пара. В 1931 году началось строительство тепловых сетей от ГЭС-1. В 1932 году трест МОГЭС был преобразован в районное энергетическое управление Мосэнерго. В 1933 году была введена в эксплуатацию ТЭЦ ВТИ (ныне ТЭЦ-9), использующая высокие параметры пара (давление 14 МПа, температура 500°С). В 1936 году была пущена Сталинская ТЭЦ (ныне ТЭЦ-11), первая электростанция Москвы, построенная с использованием исключительно отечественного оборудования. К 1940 году мощность этой станции достигла 100 МВт. В 1937 году в рамках строительства канала имени Москвы были введены в эксплуатацию Сходненская, Перервинская и Карамышевская ГЭС. В 1940 году в Москву по ЛЭП напряжением 220 кВ начала поступать электроэнергия с расположенной в Ярославской области Угличской ГЭС. В 1941 году была пущена Фрунзенская ТЭЦ (ныне ТЭЦ-12). После начала Великой Отечественной войны, при приближении войск противника к Москве была эвакуирована ТЭЦ-12 и часть оборудования ТЭЦ-11, остальные электростанции Москвы столкнулись с дефицитом топлива, в связи с чем отпуск электроэнергии строго нормировался. После отступления противника нормальная работа электростанций была восстановлена.
В 1946 году создается объединённая энергосистема Центра, ставшая ядром будущей единой энергосистемы страны. В том же году в Москву по газопроводу из Саратовской области стал поступать природный газ, первой на новое топливо была переведена ГЭС-1. В 1952 году была пущена Калужская ТЭЦ (ныне ТЭЦ-20), в 1955 году — Ленинградская ТЭЦ (ныне ТЭЦ-16). В 1956 году Москва стала получать электроэнергию по ЛЭП напряжением 400 кВ (вскоре переведённой на напряжение 500 кВ) с Жигулёвской ГЭС, а в 1959 году — с Волжской ГЭС. В 1960-х годах московские ТЭЦ стали масштабно переводить на природный газ, действующие станции активно модернизировались и расширялись с использованием более мощного оборудования, работающего на повышенных параметрах пара, таких как теплофикационная турбина мощностью 100 МВт, пущенная в 1962 году на ТЭЦ-20. В 1963 году была введена в эксплуатацию Ховринская ТЭЦ (ныне ТЭЦ-21), обеспечившая энергоснабжение северо-запада Москвы и города Химки. В 1966 году была пущена Щёлковская ТЭЦ (ныне ТЭЦ-23), обеспечившая электроэнергией и теплом восток и частично центр столицы. Активно развивается централизованное теплоснабжение от ТЭЦ с одновременным выводом из эксплуатации мелких угольных котельных, которых в 1958 году насчитывалось 2740 штук.
В 1970-е годы московские ТЭЦ начинают расширяться с использованием энергоблоков мощностью 250 МВт с закритическими параметрами пара. Также начинается перевод воздушных линий электропередачи напряжением 110 и 220 кВ в кабельное исполнение. В 1975 году была введена в эксплуатацию Очаковская ТЭЦ (ныне ТЭЦ-25), а в 1979 году — Южная ТЭЦ (ныне ТЭЦ-26). В 1980-х годах был завершён перевод московских ТЭЦ на природный газ, что значительно улучшило экологическую обстановку в городе, начался процесс модернизации старых станций с заменой оборудования. В 1992 году в состав Мосэнерго вошла ТЭЦ-28, созданная на базе опытно-промышленной магнитогидродинамической установки У-25 Института высоких температур РАН (выведена из эксплуатации в 2013 году).
В 2005 году в Москве произошла масштабная энергоавария, результатом которой стало обесточивание значительной части города. После произошедшего темпы развития энергетической инфраструктуры Москвы были ускорены, причём это развитие происходило по двум направлениям — модернизация действующих электростанций с использованием парогазовых технологий и строительство новых, преимущественно газотурбинных электростанций средней мощности. В рамках первого направления, парогазовые энергоблоки были построены на ТЭЦ-27 (2 блока мощностью по 450 МВт, 2007—2008 годы), ТЭЦ-21 (450 МВт, 2008 год), ТЭЦ-26 (420 МВт, 2011 год), ТЭЦ-16 (420 МВт, 2014 год), ТЭЦ-12 (220 МВт, 2015 год) и ТЭЦ-20 (420 МВт, 2015 год). В рамках второго направления, введены в эксплуатацию ТЭС «Международная» (2007 год), ГТЭС «Коломенское» (2009 год), «Терёшково» (2012 год) и «Внуково» (2013 год). В 2009 и 2011 годах были пущены Мини-ТЭС «Курьяново» и «Люблино», использующие биогаз, образующийся при переработке осадка сточных вод.

## Генерация электроэнергии
По состоянию на начало 2021 года, на территории Москвы эксплуатировалась 41 электростанция общей мощностью 10 865 МВт. В их числе три гидроэлектростанции — Сходненская, Карамышевская и Перервинская ГЭС, 32 работающие на природном газе тепловые электростанции — ГЭС-1, ТЭЦ-8, −9, −11, −12, −16, −20, −21, −23, −25, −26, ТЭС «Международная», ГТЭС «Терёшково», «Коломенское» и «Внуково», ТЭЦ МЭИ и 16 энергоцентров (блок-станций), три мусоросжигательных завода с попутной выработкой электроэнергии, две биогазовые электростанции — Мини-ТЭС «Курьяново» и «Люблино», а также один пневмоэлектрогенераторный энергоблок.

### Сходненская ГЭС
Расположена на канале имени Москвы. Гидроагрегаты станции введены в эксплуатацию в 1937 году. Установленная мощность станции — 29 МВт, проектная среднегодовая выработка электроэнергии — 31 млн кВт·ч. В здании ГЭС установлены 2 гидроагрегата мощностью по 14,5 МВт. Эксплуатируется ФГБУ «Канал имени Москвы» .

### Карамышевская ГЭС
Расположена на реке Москве. Гидроагрегаты станции введены в эксплуатацию в 1937 году. Установленная мощность станции — 3,52 МВт, проектная среднегодовая выработка электроэнергии — 9,8 млн кВт·ч. В здании ГЭС установлены 2 гидроагрегата мощностью по 1,76 МВт. Эксплуатируется ФГБУ «Канал имени Москвы» .

### Перервинская ГЭС
Расположена на реке Москве. Гидроагрегаты станции введены в эксплуатацию в 1937 году. Установленная мощность станции — 3,52 МВт, проектная среднегодовая выработка электроэнергии — 9,5 млн кВт·ч. В здании ГЭС установлены 2 гидроагрегата мощностью по 1,76 МВт. Эксплуатируется ФГБУ «Канал имени Москвы» .

### ГЭС-1 им. П. Г. Смидовича
Обеспечивает энергоснабжение центральной части Москвы. Паротурбинная теплоэлектроцентраль. Эксплуатируемые в настоящее время турбоагрегаты введены в эксплуатацию в 1993—2006 годах, при этом сама станция работает с 1897 года, являясь старейшей ныне действующей электростанцией Москвы и одной из старейших электростанций России. Установленная электрическая мощность станции — 76 МВт, тепловая мощность — 691 Гкал/час, фактическая выработка электроэнергии в 2019 году — 183 млн кВт·ч. Оборудование станции включает в себя шесть турбоагрегатов, из которых три мощностью по 10 МВт, один — 12 МВт, один — 16 МВт и один — 18 МВт. Также имеются шесть котлоагрегатов и четыре водогрейных котла. Принадлежит ПАО «Мосэнерго».

### ТЭЦ-8
Обеспечивает энергоснабжение Юго-Восточного административного округа Москвы. Паротурбинная теплоэлектроцентраль. Эксплуатируемые в настоящее время турбоагрегаты введены в эксплуатацию в 1973—1986 годах, при этом сама станция работает с 1930 года. Установленная электрическая мощность станции — 580 МВт, тепловая мощность — 1892 Гкал/час, фактическая выработка электроэнергии в 2019 году — 1930 млн кВт·ч. Оборудование станции включает в себя шесть турбоагрегатов, из которых один мощностью 35 МВт, один — 105 МВт и четыре — по 110 МВт. Также имеются семь котлоагрегатов и пять водогрейных котлов. Принадлежит ПАО «Мосэнерго».

### ТЭЦ-9
Обеспечивает энергоснабжение Южного административного округа Москвы. Теплоэлектроцентраль смешанной конструкции, включает в себя паротурбинную часть и газотурбинную установку. Эксплуатируемые в настоящее время турбоагрегаты введены в эксплуатацию в 1983—2014 годах, при этом сама станция работает с 1933 года. Установленная электрическая мощность станции — 274,9 МВт, тепловая мощность — 575,3 Гкал/час, фактическая выработка электроэнергии в 2019 году — 988 млн кВт·ч. Оборудование станции включает в себя 3 паротурбинных турбоагрегата, мощностью 60 МВт, 70 МВт и 80 МВт, газотурбинную установку мощностью 64,8 МВт, котёл-утилизатор, пять котлоагрегатов и один водогрейный котёл. Принадлежит ПАО «Мосэнерго».

### ТЭЦ-11 им. М. Я. Уфаева
Обеспечивает энергоснабжение Восточного административного округа Москвы. Паротурбинная теплоэлектроцентраль. Эксплуатируемые в настоящее время турбоагрегаты введены в эксплуатацию в 1988—2001 годах, при этом сама станция работает с 1936 года. Установленная электрическая мощность станции — 330 МВт, тепловая мощность — 1011 Гкал/час, фактическая выработка электроэнергии в 2019 году — 1644 млн кВт·ч. Оборудование станции включает в себя четыре турбоагрегата, из которых один мощностью 60 МВт, два — по 80 МВт и один — 110 МВт. Также имеются четыре котлоагрегата и два водогрейных котла. Принадлежит ПАО «Мосэнерго».

### ТЭЦ-12
Обеспечивает энергоснабжение Западного административного округа Москвы. Теплоэлектроцентраль смешанной конструкции, включает в себя паротурбинную часть и парогазовый энергоблок. Эксплуатируемые в настоящее время турбоагрегаты введены в эксплуатацию в 1983—2015 годах, при этом сама станция работает с 1941 года. Установленная электрическая мощность станции — 611,6 МВт, тепловая мощность — 1914 Гкал/час, фактическая выработка электроэнергии в 2019 году — 2843 млн кВт·ч. Оборудование паротурбинной части станции включает в себя пять турбоагрегатов, из которых два мощностью по 60 МВт, один — 80 МВт, один — 90 МВт и один — 110 МВт, а также шесть котлоагрегатов. Парогазовый энергоблок включает в себя газотурбинную установку мощностью 156,3 МВт, паротурбинную установку мощностью 55,3 МВт и котёл-утилизатор. Также имеются семь водогрейных котлов. Принадлежит ПАО «Мосэнерго».

### ТЭЦ-16
Обеспечивает энергоснабжение Северо-Западного административного округа Москвы. Теплоэлектроцентраль смешанной конструкции, включает в себя паротурбинную часть и парогазовый энергоблок. Эксплуатируемые в настоящее время турбоагрегаты введены в эксплуатацию в 1986—2014 годах, при этом сама станция работает с 1955 года. Установленная электрическая мощность станции — 651 МВт, тепловая мощность — 1408 Гкал/час, фактическая выработка электроэнергии в 2019 году — 3643 млн кВт·ч. Оборудование паротурбинной части станции включает в себя три турбоагрегата, из которых два мощностью по 60 МВт и один — 110 МВт, а также три котлоагрегата. Парогазовый энергоблок включает в себя газотурбинную установку мощностью 281,4 МВт, паротурбинную установку мощностью 139,6 МВт и котёл-утилизатор. Также имеются шесть водогрейных котлов. Принадлежит ПАО «Мосэнерго».

### ТЭЦ-20
Обеспечивает энергоснабжение Юго-Западного административного округа Москвы. Теплоэлектроцентраль смешанной конструкции, включает в себя паротурбинную часть и парогазовый энергоблок. Эксплуатируемые в настоящее время турбоагрегаты введены в эксплуатацию в 1953—2015 годах, при этом сама станция работает с 1952 года. Установленная электрическая мощность станции — 1110 МВт, тепловая мощность — 2557 Гкал/час, фактическая выработка электроэнергии в 2019 году — 5692 млн кВт·ч. Оборудование паротурбинной части станции включает в себя восемь турбоагрегатов, из которых два мощностью по 30 МВт, один — 65 МВт, один — 100 МВт и четыре — по 110 МВт, а также 12 котлоагрегатов. Парогазовый энергоблок включает в себя газотурбинную установку мощностью 281 МВт, паротурбинную установку мощностью 137 МВт и котёл-утилизатор. Также имеются 12 водогрейных котлов. Принадлежит ПАО «Мосэнерго».

### ТЭЦ-21
Обеспечивает энергоснабжение Северного административного округа Москвы. Теплоэлектроцентраль смешанной конструкции, включает в себя паротурбинную часть и парогазовый энергоблок. Эксплуатируемые в настоящее время турбоагрегаты введены в эксплуатацию в 1968—2008 годах, при этом сама станция работает с 1963 года. Установленная электрическая мощность станции — 1765 МВт, тепловая мощность — 4918 Гкал/час, фактическая выработка электроэнергии в 2019 году — 7954 млн кВт·ч. Оборудование паротурбинной части станции включает в себя 10 турбоагрегатов, из которых один мощностью 80 МВт, семь — по 110 МВт и два — по 250 МВт, а также 10 котлоагрегатов. Парогазовый энергоблок включает в себя две газотурбинные установки мощностью по 150 МВт, паротурбинную установку мощностью 125 МВт и два котла-утилизатора. Также имеются 16 водогрейных котлов. Принадлежит ПАО «Мосэнерго».

### ТЭЦ-23
Обеспечивает энергоснабжение Восточного административного округа Москвы. Паротурбинная теплоэлектроцентраль. Эксплуатируемые в настоящее время турбоагрегаты введены в эксплуатацию в 1968—2008 годах, при этом сама станция работает с 1966 года. Установленная электрическая мощность станции — 1420 МВт, тепловая мощность — 4530 Гкал/час, фактическая выработка электроэнергии в 2019 году — 7313 млн кВт·ч. Оборудование станции включает в себя восемь турбоагрегатов, из которых два мощностью по 100 МВт, два — по 110 МВт и четыре — по 250 МВт. Также имеются восемь котлоагрегатов и 15 водогрейных котлов. Принадлежит ПАО «Мосэнерго».

### ТЭЦ-25
Обеспечивает энергоснабжение Западного административного округа Москвы. Паротурбинная теплоэлектроцентраль. Турбоагрегаты станции введены в эксплуатацию в 1976—1991 годах. Установленная электрическая мощность станции — 1370 МВт, тепловая мощность — 4088 Гкал/час, фактическая выработка электроэнергии в 2019 году — 6705 млн кВт·ч. Оборудование станции включает в себя семь турбоагрегатов, из которых два мощностью по 60 МВт и пять — по 250 МВт. Также имеются семь котлоагрегатов и 12 водогрейных котлов. Принадлежит ПАО «Мосэнерго».

### ТЭЦ-26
Обеспечивает энергоснабжение Южного административного округа Москвы. Крупнейшая электростанция Москвы. Теплоэлектроцентраль смешанной конструкции, включает в себя паротурбинную часть и парогазовый энергоблок. Турбоагрегаты станции введены в эксплуатацию в 1981—2011 годах. Установленная электрическая мощность станции — 1840,9 МВт, тепловая мощность — 4214 Гкал/час, фактическая выработка электроэнергии в 2019 году — 9890 млн кВт·ч. Оборудование паротурбинной части станции включает в себя семь турбоагрегатов, из которых один мощностью 80 МВт, один — 90 МВт и пять — по 250 МВт, а также 7 котлоагрегатов. Парогазовый энергоблок включает в себя газотурбинную установку мощностью 280,9 МВт, паротурбинную установку мощностью 140 МВт и котёл-утилизатор. Также имеются 11 водогрейных котлов. Принадлежит ПАО «Мосэнерго».

### ТЭС «Международная»
Она же ТЭС ММДЦ «Москва-Сити», обеспечивает электроэнергией и теплом объекты Международного делового центра «Москва-Сити», а также прилегающие районы Москвы. По конструкции представляет собой парогазовую электростанцию с комбинированной выработкой электроэнергии и тепла (ПГУ-ТЭЦ). Турбоагрегаты станции введены в эксплуатацию в 2007—2009 годах. Установленная электрическая мощность станции — 236 МВт, тепловая мощность — 420 Гкал/час. Оборудование станции скомпоновано в два энергоблока (ПГУ-116 и ПГУ-120), каждый из которых скомпонован по схема дубль-блока (две газовые турбины и одна паровая турбина). Энергоблок ПГУ-116 (первая очередь станции) включает в себя две газотурбинные установки мощностью по 43 МВт с двумя котлами-утилизаторами, и теплофикационную паротурбинную установку мощностью 30 МВт. Энергоблок ПГУ-120 (вторая очередь станции) включает в себя две газотурбинные установки мощностью по 45 МВт с двумя котлами-утилизаторами, и теплофикационную паротурбинную установку мощностью 30 МВт. Также имеются два водогрейных котла. Принадлежит ООО «Ситиэнерго».

### ГТЭС «Терёшково»
Обеспечивает энергоснабжение района Солнцево г. Москвы. Непосредственно примыкает к районной тепловой станции (РТС) «Терёшково» и частично заменяет её в качестве источника теплоснабжения. По конструкции представляет собой парогазовую электростанцию с комбинированной выработкой электроэнергии и тепла (ПГУ-ТЭЦ). Введена в эксплуатацию в 2012 году. Установленная электрическая мощность станции — 170 МВт, тепловая мощность — 150 Гкал/час. Оборудование станции включает в себя три газотурбинные установки мощностью по 47,8 МВт с тремя котлами-утилизаторами, а также паровую теплофикационную турбину мощностью 26,6 МВт. Принадлежит ООО «Росмикс».

### ГТЭС «Коломенское»
Обеспечивает энергоснабжение потребителей Южного административного округа Москвы. По конструкции представляет собой газотурбинную электростанцию с комбинированной выработкой электроэнергии и тепла (ГТУ-ТЭЦ). Введена в эксплуатацию в 2009 году. Установленная электрическая мощность станции — 136 МВт, тепловая мощность — 171 Гкал/час. Оборудование станции включает в себя три газотурбинные установки мощностью по 45,3 МВт с тремя котлами-утилизаторами. Принадлежит ООО «ВТК-инвест».

### ГТЭС «Внуково»
Обеспечивает энергоснабжение аэропорта «Внуково» и прилегающих жилых районов. По конструкции представляет собой газотурбинную электростанцию с комбинированной выработкой электроэнергии и тепла (ГТУ-ТЭЦ). Введена в эксплуатацию в 2013 году. Установленная электрическая мощность станции — 90 МВт, тепловая мощность — 260 Гкал/час. Оборудование станции включает в себя две газотурбинные установки мощностью по 45 МВт с двумя котлами-утилизаторами, а также два водогрейных котла. Принадлежит КП «Московская энергетическая дирекция».

### ТЭЦ МЭИ
Обеспечивает энергоснабжение Московского энергетического института, а также используется в учебных целях. По конструкции представляет собой паротурбинную теплоэлектроцентраль. Турбоагрегат станции введен в эксплуатацию в 1975 году, при этом сама станция пущена в 1950 году. Установленная электрическая мощность станции — 6 МВт, тепловая мощность — 25 Гкал/час. Оборудование станции включает в себя один турбоагрегат и один котлоагрегат.

### Мусоросжигательные заводы
На территории Москвы эксплуатируются три мусоросжигательных завода, фактически представляющих собой тепловые паротурбинные электростанции общей мощностью 26,5 МВт, которые в 2019 году выработали 112,77 млн кВт·ч электроэнергии.
- Мусоросжигательный завод № 2 (Спецзавод № 2). Турбоагрегаты станции эксплуатируются с 2001 года, при этом сам завод работает с 1975 года. Установленная электрическая мощность станции — 3,6 МВт, тепловая мощность отсутствует. Оборудование станции включает в себя три турбоагрегата мощностью по 1,2 МВт и один котлоагрегат. Принадлежит ГУП «Экотехпром»[25].
- Мусоросжигательный завод № 3 (Спецзавод № 3). Введён в эксплуатацию в 2008 году. Установленная электрическая мощность станции — 10,9 МВт, тепловая мощность — 79,1 Гкал/ч. Оборудование станции включает в себя один турбоагрегат и два котлоагрегата. Принадлежит ООО «ЕФН-Экотехпром МСЗ 3»[3].
- Мусоросжигательный завод № 4 (Спецзавод № 4, ОП «Руднево»). Введён в эксплуатацию в 2003 году. Установленная электрическая мощность станции — 12 МВт, тепловая мощность отсутствует. Оборудование станции включает в себя два турбоагрегата. Находится в собственности г. Москвы, в аренде у ООО «Хартия»[1][26].

### Биогазовые электростанции
В Москве действуют две электростанции, использующие в качестве топлива биогаз, образующийся из осадка сточных вод. Эти станции расположены на очистных сооружениях АО «Мосводоканал» и используются для их энергоснабжения, принадлежат ООО «ЭФН Эко Сервис».
- Мини-ТЭС «Курьяново» — расположена на Курьяновских очистных сооружениях, введена в эксплуатацию в 2009 году. Установленная электрическая мощность станции — 12,45 МВт, тепловая мощность — 12,2 Гкал/ч. Фактическая выработка электроэнергии в 2019 году — 73,96 млн кВт·ч. Оборудование станции включает в себя пять газопоршневых агрегатов мощностью по 2,43 МВт и четыре котла-утилизатора;
- Мини-ТЭС «Люберцы» — расположена на Люберецких очистных сооружениях, введена в эксплуатацию в 2011 году. Установленная электрическая мощность станции — 13,69 МВт, тепловая мощность — 24,7 Гкал/ч. Фактическая выработка электроэнергии в 2019 году — 66,22 млн кВт·ч. Оборудование станции включает в себя пять газопоршневых агрегатов мощностью по 2,74 МВт и четыре котла-утилизатора.

### Пневмоэлектрогенераторный энергоблок
На газорегуляторной станции «Южная» с 2003 года эксплуатируется пневмоэлектрогенераторный энергоблок, принцип действия которого основан на получении электроэнергии и холода с использованием давления природного газа в газораспределительной системе. Установленная электрическая мощность станции — 2,1 МВт, проектная среднегодовая выработка электроэнергии — 15 млн кВт·ч. Эксплуатируется АО «Мосгаз».

### Энергоцентры
В Москве функционирует 16 энергоцентров (блок-станций) суммарной установленной электрической мощностью 106,8 МВт и тепловой мощностью 233,3 Гкал/ч, обеспечивающих энергоснабжение отдельных предприятий и организаций.
- Энергоблок п. Газопровод. Введён в эксплуатацию в 1996 году. Установленная электрическая мощность станции — 5,6 МВт, тепловая мощность — 29,1 Гкал/ч. Принадлежит ООО «Газпром трансгаз Москва»;
- Энергоцентр АО «Ангстрем-Т». Введён в эксплуатацию в 2016 году. Установленная электрическая мощность станции — 32 МВт, тепловая мощность — 37,9 Гкал/ч;
- Энергоцентр АПК «Московский». Введён в эксплуатацию в 2014 году. Установленная электрическая мощность станции — 18,3 МВт, тепловая мощность — 62,8 Гкал/ч;
- Энергоцентр ООО «СИНИКОН». Установленная электрическая мощность станции — 6,5 МВт, тепловая мощность — 8,6 Гкал/ч;
- Энергоцентр ООО «Вороновский завод по производству солода». Введён в эксплуатацию в 1971 году. Установленная электрическая мощность станции — 2,4 МВт, тепловая мощность — 9,2 Гкал/ч;
- Энергоцентр ООО «Нетканые материалы». Введён в эксплуатацию в 2008 году. Установленная электрическая мощность станции — 9 МВт, тепловая мощность — 3,9 Гкал/ч;
- Энергоцентр ООО "Комбинат питания «КОНКОРД». Введён в эксплуатацию в 2012 году. Установленная электрическая мощность станции — 3,8 МВт, тепловая мощность — 10,9 Гкал/ч;
- Энергоцентр Группа компаний «Бородино». Введён в эксплуатацию в 2005 году. Установленная электрическая мощность станции — 7,4 МВт, тепловая мощность — 12 Гкал/ч;
- Энергоцентр ООО «Морская свежесть-НК». Введён в эксплуатацию в 2003 году. Установленная электрическая мощность станции — 6 МВт, тепловая мощность — 11,3 Гкал/ч;
- Энергоцентр ООО «Хант-Холдинг» (Территория 1). Введён в эксплуатацию в 2015 году. Установленная электрическая мощность станции — 2 МВт, тепловая мощность — 16,8 Гкал/ч;
- Энергоцентр РЦ «Бутово». Введён в эксплуатацию в 2005 году. Установленная электрическая мощность станции — 1,4 МВт, тепловая мощность — 11,1 Гкал/ч;
- Энергоцентр АО «Бизнес Центр на Спасской». Установленная электрическая мощность станции — 0,7 МВт, тепловая мощность — 1 Гкал/ч;
- Энергокомплекс ООО «Современные Энергетические Технологии». Установленная электрическая мощность станции — 3,9 МВт, тепловая мощность — 3,1 Гкал/ч;
- Энергокомплекс "Тушинский комплекс «Лента». Установленная электрическая мощность станции — 3,5 МВт, тепловая мощность — 5,8 Гкал/ч;
- Энергокомплекс «Центральное Таможенное управление». Установленная электрическая мощность станции — 1 МВт, тепловая мощность — 4,1 Гкал/ч;
- Энергокомплекс ООО «Риотекс». Установленная электрическая мощность станции — 3,5 МВт, тепловая мощность — 5,8 Гкал/ч.

### Солнечная генерация
В небольших объемах в Москве осуществяется солнечная генерация электроэнергии с помощью солнечных батарей.

## Потребление электроэнергии
По состоянию на июнь 2025 года, исторический максимум потребления мощности в Московской энергосистеме был в 17:00 19 декабря 2024 года 19883 МВт. Это на 37 МВт больше предыдущего максимума, который был зафиксирован в январе 2024 года.
Функции гарантирующего поставщика электроэнергии выполняет АО «Мосэнергосбыт».
Потребление электроэнергии в Москве (с учётом потребления на собственные нужды электростанций и потерь в сетях) в 2019 году составило 52 598 млн кВт·ч, максимум нагрузки — 8531 МВт. 

## Электросетевой комплекс
Энергосистема Москвы входит в ЕЭС России, являясь частью Объединённой энергосистемы Центра, находится в операционной зоне филиала АО «СО ЕЭС» — «Региональное диспетчерское управление энергосистемы г. Москвы и Московской области» (Московское РДУ).
Общая протяженность линий электропередачи напряжением 110—500 кВ составляет 3175,8 км, в том числе линий электропередач напряжением 500 кВ — 97,1 км, 220 кВ — 1367,2 км, 110 кВ — 1711,5 км, причём значительная часть распределительных электрических сетей выполнена в кабельном исполнении. Магистральные линии электропередачи напряжением 500 кВ эксплуатируются филиалом ПАО «ФСК ЕЭС» — Московское ПМЭС, распределительные сети напряжением 220 кВ и менее — ПАО «Россети Московский регион» (в основном), АО «ОЭК» и территориальными сетевыми организациями.

## Теплоснабжение
Теплоснабжение в Москве осуществляет в общей сложности 1157 источников, включая 13 теплоэлектроцентралей ПАО «Мосэнерго» (в том числе ТЭЦ-22 и ТЭЦ-27, расположенных на территории Московской области), 22 теплоэлектроцентрали и когенерационные установки других собственников, а также большое количество котельных. Общая тепловая мощность источников теплоснабжения, расположенных на территории Москвы, составляет 54 861 Гкал/ч. Отпуск тепловой энергии составляет 87 507 тыс. Гкал без учёта ТЭЦ-22 и ТЭЦ-27, а с учётом этих станций — 99 985 тыс. Гкал. На долю энергоисточников, функционирующих в режиме комбинированной выработки электрической и тепловой энергии (ТЭЦ и когенерационные установки) приходится 66 % выработки тепловой энергии без учёта ТЭЦ-22 и ТЭЦ-27 или 70 % с учётом этих станций.